# Скуби-Ду: Абракадабра-Ду
„Скуби-Ду: Абракадабра-Ду“ (на английски: Scooby-Doo! Abracadabra-Doo) е директен издаден на DVD анимационен филм от 2010 година, и е четиринадесетата част, базиран на анимационната поредица от събота сутрин „Скуби-Ду“. Филмът е режисиран от Спайк Брандт и Тони Сервоне. Продуциран е от Warner Bros. Animation през 2009 г. и е пуснат на 16 февруари 2010 г. Прави своята телевизионна премиера по Cartoon Network на 10 юли 2010 г.
Това отбелязва първия анимационен филм на „Скуби-Ду“ да включи Матю Лилард за озвучаването на Шаги Роджърс (който преди изигра героя в игралните адаптации през 2002 г. и 2004 г.), също така е първата продукция на „Скуби-Ду“, след „Скуби-Ду: Гонитба в компютъра“ да не включва Кейси Кейсъм (оригиналния глас на Шаги) във всяко качество.

## Актьорски състав
- Франк Уелкър – Скуби-Ду/Фред Джоунс
- Матю Лилард – Шаги Роджърс
- Грей Делайл – Дафни Блейк
- Минди Кон – Велма Динкли
- Даника Маккелар – Маделин Динкли
- Джеймс Патрик Стюарт – Уирлен Мерлин
- Брайън Посен – Марион Уирлен
- Даян Делано – Алма Румбълбънс
- Джефри Тамбор – Калвин Кърдълс
- Кристал Скейлс – Кристал
- Джон Димаджо – Еймъс
- Дейв Ател – G.P.S.
- Оливия Хак – Трийна
- Дий Брадли Бейкър – Шърман
- Мелик Бъргър – Майката на Максуел
- Джон Стивънсън – Шерифа

## В България
В България филмът е излъчен на 12 март 2011 г. по HBO. Дублажът е на Доли Медия Студио. Екипът се състои от:
| Преводач           | Анита Златкова                                                           |
| Озвучаващи артисти | Лидия Вълкова Ива Апостолова Стефан Стефанов Иван Петков Димитър Кръстев |
| Тонрежисьор        | Тони Стефанов                                                            |